# Armando Filho
Armando José da Silva Filho (Cabo de Santo Agostinho, 18 de agosto de 1954), mais conhecido como Armando Filho, é um cantor e compositor brasileiro de música cristã contemporânea, com cerca de quarenta anos de carreira musical. Começou sua carreira na Assembleia de Deus.
Seu primeiro disco solo foi lançado em 1980, de título Por um Momento Só. No entanto, sua notoriedade se expandiu com o álbum Final Feliz (1990), o qual conteve a música "O Mover do Espírito", seu maior sucesso musical. Esta música, sob o título "Quero que Valorize", já foi regravada por vários intérpretes do meio religioso e não-religioso.

## Discografia
- 1980: Por um Momento Só
- 1983: Minha Vida é Louvar
- 1985: Contrição
- 1986: Casa de Deus
- 1987: Depende de Você
- 1990: Final Feliz
- 1992: Fora Violência
- 1994: Não Há Inúteis
- 1996: O Amor
- 1997: Digno És
- 1997: Meus Queridos Hinos - Vol.1
- 1998: Tua Misericórdia
- 2000: Batismo de Amor
- 2001: O Mover do Espírito
- 2007: DVD 28 Anos de Louvor - Ao Vivo em Natal
- 2008: Maravilhoso
- 2012: Um Caminho Maior